# اسلام‌قلعه (سرخس)
اسلام قلعه، روستایی از توابع بخش مرکزی شهرستان سرخس در استان خراسان رضوی ایران است.
براساس سرشماری مرکز آمار ایران در سال ۱۳۹۵، جمعیت آن ۱۳۰۴ نفر (۳۰۱ خانوار) است.
به نظر نام قبلی روستا کافر قلعه بوده که امروزه به اسلام قلعه تبدیل شده است.چرا که در مسیر سفرنامه سر پرسی سایکس بیش از یک قرن پیش به مقصد تربت از آن به کافر قلعه نام برده شده است.وجه تسمیه آن نیز قلعه ای است که در نزدیکی روستا از پیش از اسلام قراردارد و به قلعه گبرها نیز خوانده شده است.

## موقعیت
این روستا در شمال غرب شهر سرخس قرار دارد و از بزرگ‌ترین آبادی‌های دشت خانگیران است. اسلام‌قلعه در شیب دو تپه «شیله» واقع شده‌است. این روستا با عمق کم و در جهت طولی و در امتداد شیله توسعه دارد. منازل مسکونی در چند کانون مجزا از هم و در طول خطی حدود ۶ کیلومتر ساخته شده‌است.

## مردم‌شناسی
ساکنین اصلی اسلام قلعه را طایفه علی‌میرزایی که علاوه بر شغل های آموزگاری و کار در شرکت پالایش گاز شهید هاشمی نژادخانگیران سرخس، شرکت نفت مرکزی خانگیران به صورت رسمی و پیمانکاری سابقه شبانی در دامداری نیز دارند را تشکیل می‌دهند. علیمیرزایی‌ها مردمانی هستند که از زاوه یا همان تربت حیدریه امروزی و در زمان رضاشاه به سرخس کوچ کرده‌اند. این طایفه فارس زبانند و گویش خاصی دارند. این طایفه به جز، اسلام قلعه در الله نظر، چشمه شور، قطارچاه و نوبنیاد نیز ساکن هستند اما آنها در ابتدا ساکن تام علیمیرزائی ها (تام قمبرعلی)
سابقهٔ سکونتی اسلام‌قلعه به بیش از ۵۵ سال می‌رسد.